# Helios (förlag)
Helios var ett svenskspråkigt bokförlag i Helsingfors. Dess förlaga grundades av Wentzel Hagelstam 1891. 1902 ändrade förlaget namn till Aktiebolaget Hagelstams bokhandel, och 1903 till Hagelstams förlagsaktiebolag.  Förlaget var, under Hagelstam, ägnat framförallt åt högstående estetisk utgivning, bland annat Juhani Aho, Karl August Tavaststjerna, Arvid Mörne och Konni Zilliacus den äldre. Ekonomin gick dock dåligt för förlaget, och 1903 utvisades Hagelstam av den ryska statsmakten på grund av sin opposition. 1903 förvärvades således förlaget av Lilius & Hertzberg, och förlaget gavs då namnet Helios. I Lilius & Hertzbergs regi drevs det vidare till 1918. 
Tidskriften Ateneum (1898-1902) gavs ut vid förlaget, liksom Finland i bilder, B. Gripenbergs dikter, planschverken Åbo stads historiska museum, Exteriörer och interiörer af finsk arkitektur samt W. Söderhjelms Italiensk renässans och Ivar Wilskmans Idrotten i Finland, bland annat.